# FA Cup (Thailand) 2021/22
Der thailändische FA Cup 2021/22 (thailändisch ไทยเอฟเอคัพ) war die 26. Saison eines Ko-Fußballwettbewerbs in Thailand. Der FA Cup wurde vom Getränkehersteller Chang gesponsert und war aus Sponsoringzwecken auch als Chang FA Cup (thailändisch ช้าง เอ ฟ เอ คั พ) bekannt. Das Turnier wurde vom thailändischen Fußballverband organisiert. Er begann mit der Qualifikationsrunde am 29. September 2021 und endete mit dem Finale am 22. Mai 2022.

## Termine
| Runde               | Datum                               |
| ------------------- | ----------------------------------- |
| Qualifikationsrunde | 29. September 2021/6. Oktober 2021  |
| 1. Runde            | 27. Oktober 2021                    |
| 2. Runde            | 24. November 2021                   |
| Achtelfinale        | 19. Januar 2022 und 2. Februar 2022 |
| Viertelfinale       | 16. Februar 2022                    |
| Halbfinale          | 18. Mai 2022                        |
| Finale              | 22. Mai 2022                        |

## Teilnehmende Mannschaften
| Thai League | Thai League 2 | Thai League 3 | Thailand Amateur League |
| - Bangkok United - BG Pathum United FC - Buriram United - Chiangmai United FC - Chiangrai United - Chonburi FC - Khon Kaen United FC - Muangthong United - Nakhon Ratchasima FC - Nongbua Pitchaya FC - Police Tero FC - Port FC - PT Prachuap FC - Ratchaburi Mitr Phol - Samut Prakan City FC - Suphanburi FC | - Ayutthaya United FC - Chainat Hornbill FC - Chiangmai FC - Customs United - Kasetsart FC - Khon Kaen FC - Lampang FC - Lamphun Warrior FC - Muangkan United FC - Nakhon Pathom United FC - Navy FC - Phrae United FC - Raj-Pracha FC - Rayong FC - Sukhothai FC - Udon Thani FC | - Northern Region Kamphaengphet FC Phitsanulok FC See Khwae City FC Uthai Thani FC - North/Eastern Region Khon Kaen Mordindang FC Nakhon Ratchasima United FC Mahasarakham FC Mashare Chaiyaphum FC Muang Loei United FC Surin City FC Udon United FC - Eastern Region Royal Thai Fleet FC Chachoengsao Hi-Tek FC Marines Eureka FC Banbueng FC Pluakdaeng United FC Pattaya Dolphins United Kabin United FC - Western Region Kanjanapat FC Chainat United FC Thawi Watthana Samut Sakhon United FC Ayutthaya FC Pathumthani University FC Samut Songkhram FC Saraburi United FC Singha Golden Bells Kanchanaburi FC - Bangkok Metropolitan Region Grakcu Sai Mai United FC Nonthaburi United S.Boonmeerit FC Bangkok FC Prime Bangkok FC Kasem Bundit University FC - Southern Region Nakhon Si United FC Satun United FC Songkhla FC MH Khon Surat City FC | - Bissaita Ayothaya - Chiangmai Coaching - Chiangrai Dragon VBAC FC - Chiangrai FC - Chattrakan City FC - Chaturaphak Phiman Sports Club - Dome FC - Don Mueang Police Station - Kalasin United - Khon Kaen Sam Bai Tao - KDC Solution FC - MBF Amphawa FC - MH Nakhonsi FC - Nan City FC - Namphong United - Nonthaburi City - Phichit United FC - Prachinburi City FC - Pakchong SCK - Rasisalai United FC - Roi Et CF - Roi Et FC 2018 - Sing Nuea Chiang Mai - Surindra YMA - Thai Spirit - The PS Planet Team - Teerachai Palette Samut Prakan - Wang Noi |

## Resultate und Begegnungen

### Qualifikationsrunde
| Datum                           |                                            | Ergebnis              |                                        |
| ------------------------------- | ------------------------------------------ | --------------------- | -------------------------------------- |
| 29. September 2021 um 15:00 Uhr | Khon Kaen Sam Bai Tao (TA)                 | 1:3                   | Grakcu Sai Mai United FC (T3)          |
| 29. September 2021 um 15:00 Uhr | Chiangrai FC (TA)                          | 2:1                   | Chiangmai Coaching (TA)                |
| 29. September 2021 um 15:00 Uhr | MH Nakhonsi FC (TA)                        | 2:0                   | Thai Spirit (TA)                       |
| 29. September 2021 um 15:00 Uhr | Wang Noi (TA)                              | 1:5                   | Udon Thani FC (T2)                     |
| 29. September 2021 um 15:00 Uhr | Bangkok FC (T3)                            | 5:0                   | Surin City FC (T3)                     |
| 29. September 2021 um 15:00 Uhr | Nan City FC (TA)                           | 2:1                   | Namphong United (TA)                   |
| 29. September 2021 um 15:00 Uhr | Bissaita Ayothaya (TA)                     | 0:3                   | Khon Kaen FC (T2)                      |
| 29. September 2021 um 15:00 Uhr | Muang Loei United FC (T3)                  | 6:1                   | Kanjanapat FC (T3)                     |
| 29. September 2021 um 15:00 Uhr | Kamphaengphet FC (T3)                      | 3:1                   | Dome FC (TA)                           |
| 29. September 2021 um 15:00 Uhr | Kabin United FC (T3)                       | 0:0 n. V. (5:6 i. E.) | Mahasarakham FC (T3)                   |
| 29. September 2021 um 15:00 Uhr | Kalasin United (TA)                        | 1:3                   | Rasisalai United FC (TA)               |
| 29. September 2021 um 15:00 Uhr | Pattaya Dolphins United (T3)               | 2:0                   | Chachoengsao Hi-Tek FC (T3)            |
| 29. September 2021 um 15:00 Uhr | Thawi Watthana Samut Sakhon United FC (T3) | 4:1                   | Pakchong SCK (TA)                      |
| 29. September 2021 um 15:00 Uhr | Ayutthaya FC (T3)                          | 0:3                   | Songkhla FC (T3)                       |
| 29. September 2021 um 15:00 Uhr | Banbueng FC (T3)                           | 0:4                   | Sukhothai FC (T2)                      |
| 29. September 2021 um 15:00 Uhr | Samut Songkhram FC (T3)                    | 0:3                   | Prime Bangkok FC (T3)                  |
| 29. September 2021 um 15:00 Uhr | Kasem Bundit University FC (T3)            | 1:1 n. V. (4:3 i. E.) | Ayutthaya United FC (T2)               |
| 29. September 2021 um 15:00 Uhr | Saraburi United FC (T3)                    | 0:1                   | Phitsanulok FC (T3)                    |
| 29. September 2021 um 15:00 Uhr | Udon United FC (T3)                        | 4:0                   | Teerachai Palette Samut Prakan (TA)    |
| 29. September 2021 um 15:00 Uhr | Roi Et CF (TA)                             | 2:1                   | Royal Thai Fleet FC (T3)               |
| 29. September 2021 um 15:00 Uhr | Sing Nuea Chiang Mai (TA)                  | 1:1 n. V. (4:5 i. E.) | Pathumthani University FC (T3)         |
| 29. September 2021 um 15:00 Uhr | Surindra YMA (TA)                          | 3:4                   | Nonthaburi United S.Boonmeerit FC (T3) |
| 29. September 2021 um 15:00 Uhr | Nakhon Ratchasima United FC (T3)           | 0:1                   | Marines Eureka FC (T3)                 |
| 29. September 2021 um 17:00 Uhr | Phichit United FC (TA)                     | 2:4                   | Muangkan United FC (T2)                |
| 29. September 2021 um 17:30 Uhr | Nakhon Pathom United FC (T2)               | 6:1                   | Nonthaburi City (TA)                   |
| 29. September 2021 um 18:00 Uhr | Chainat Hornbill FC (T2)                   | 1:1 n. V. (4:2 i. E.) | Nakhon Si United FC (T3)               |
| 29. September 2021 um 18:00 Uhr | Raj-Pracha FC (T2)                         | 9:0                   | Satun United FC (T3)                   |
| 29. September 2021 um 18:00 Uhr | Navy FC (T2)                               | 1:1 n. V. (5:6 i. E.) | Rayong FC (T2)                         |
| 29. September 2021 um 19:00 Uhr | Lamphun Warrior FC (T2)                    | 2:0                   | Kasetsart FC (T2)                      |
| 6. Oktober 2021 um 16:00 Uhr    | Customs Ladkrabang United FC (T2)          | 7:0                   | Chaiyaphum United FC (T3)              |

### 1. Runde
| Datum                         |                                        | Ergebnis               |                                            |
| ----------------------------- | -------------------------------------- | ---------------------- | ------------------------------------------ |
| 27. Oktober 2021 um 15:00 Uhr | Prachinburi City FC (TA)               | 0:8                    | Lamphun Warrior FC (T2)                    |
| 27. Oktober 2021 um 15:00 Uhr | Bangkok FC (T3)                        | 3:0                    | See Khwae City FC (T3)                     |
| 27. Oktober 2021 um 15:00 Uhr | KDC Solution FC (TA)                   | 0:4                    | Phitsanulok FC (T3)                        |
| 27. Oktober 2021 um 15:00 Uhr | Pattaya Dolphins United (T3)           | 3:2                    | Chainat Hornbill FC (T2)                   |
| 27. Oktober 2021 um 15:00 Uhr | Chiangrai Dragon VBAC FC (TA)          | 0:2                    | Police Tero FC (T1)                        |
| 27. Oktober 2021 um 15:00 Uhr | MH Nakhonsi FC (TA)                    | 1:4                    | Muangthong United (T1)                     |
| 27. Oktober 2021 um 15:00 Uhr | Prime Bangkok FC (T3)                  | 1:1 n. V. (5:4 i. E.)  | Pathumthani University FC (T3)             |
| 27. Oktober 2021 um 15:00 Uhr | Chattrakan City FC (TA)                | 0:6                    | Nongbua Pitchaya FC (T1)                   |
| 27. Oktober 2021 um 15:00 Uhr | Nonthaburi United S.Boonmeerit FC (T3) | 1:0                    | Raj-Pracha FC (T2)                         |
| 27. Oktober 2021 um 15:00 Uhr | Khon Kaen Mordindang FC (T3)           | 2:1                    | Kamphaengphet FC (T3)                      |
| 27. Oktober 2021 um 15:00 Uhr | The PS Planet Team (TA)                | 0:6                    | Rasisalai United FC (TA)                   |
| 27. Oktober 2021 um 15:00 Uhr | Grakcu Sai Mai United FC (T3)          | 1:1 n. V. (9:10 i. E.) | Chainat United FC (T3)                     |
| 27. Oktober 2021 um 15:00 Uhr | Udon United FC (T3)                    | 0:2                    | BG Pathum United FC (T1)                   |
| 27. Oktober 2021 um 15:00 Uhr | MBF Amphawa FC (TA)                    | 1:22                   | Port FC (T1)                               |
| 27. Oktober 2021 um 15:00 Uhr | Marines Eureka FC (T3)                 | 2:3                    | Mahasarakham FC (T3)                       |
| 27. Oktober 2021 um 15:00 Uhr | Roi Et FC 2018 (TA)                    | 1:2 n. V.              | Singha Golden Bells Kanchanaburi FC (T3)   |
| 27. Oktober 2021 um 15:00 Uhr | Kasem Bundit University FC (T3)        | 3:1                    | Chaturaphak Phiman Sports Club (TA)        |
| 27. Oktober 2021 um 15:00 Uhr | Songkhla FC (T3)                       | 5:1                    | Pluakdaeng United FC (T3)                  |
| 27. Oktober 2021 um 17:00 Uhr | Khon Kaen FC (T2)                      | 0:3                    | Bangkok United (T1)                        |
| 27. Oktober 2021 um 17:30 Uhr | Chiangrai United (T1)                  | 12:0                   | Nan City FC (TA)                           |
| 27. Oktober 2021 um 17:30 Uhr | Nakhon Pathom United FC (T2)           | 1:0                    | Sukhothai FC (T2)                          |
| 27. Oktober 2021 um 18:00 Uhr | Uthai Thani FC (T3)                    | 7:0                    | Don Mueang Police Station (TA)             |
| 27. Oktober 2021 um 18:00 Uhr | Ratchaburi Mitr Phol (T1)              | 8:1                    | Customs Ladkrabang United FC (T2)          |
| 27. Oktober 2021 um 18:00 Uhr | Lampang FC (T2)                        | 2:0                    | MH Khon Surat City FC (T3)                 |
| 27. Oktober 2021 um 18:00 Uhr | Chiangmai United FC (T1)               | 7:0                    | Thawi Watthana Samut Sakhon United FC (T3) |
| 27. Oktober 2021 um 18:00 Uhr | Chonburi FC (T1)                       | 4:0                    | Udon Thani FC (T2)                         |
| 27. Oktober 2021 um 18:00 Uhr | Samut Prakan City FC (T1)              | 4:1                    | PT Prachuap FC (T1)                        |
| 27. Oktober 2021 um 18:00 Uhr | Muangkan United FC (T2)                | 0:3                    | Nakhon Ratchasima FC (T1)                  |
| 27. Oktober 2021 um 18:00 Uhr | Phrae United FC (T2)                   | 0:3                    | Buriram United (T1)                        |
| 27. Oktober 2021 um 18:00 Uhr | Chiangmai FC (T2)                      | 2:3                    | Muang Loei United FC (T3)                  |
| 27. Oktober 2021 um 18:00 Uhr | Suphanburi FC (T1)                     | 3:0                    | Chiangrai FC (TA)                          |
| 27. Oktober 2021 um 18:00 Uhr | Rayong FC (T2)                         | 0:1                    | Khon Kaen United FC (T1)                   |

### 2. Runde
| Datum             |                                          | Ergebnis  |                                        |
| ----------------- | ---------------------------------------- | --------- | -------------------------------------- |
| 24. November 2021 | Singha Golden Bells Kanchanaburi FC (T3) | 2:4       | Port FC (T1)                           |
| 24. November 2021 | Bangkok FC (T3)                          | 1:3 n. V. | Lamphun Warrior FC (T2)                |
| 24. November 2021 | Songkhla FC (T3)                         | 5:1       | Khon Kaen Mordindang FC (T3)           |
| 24. November 2021 | Nongbua Pitchaya FC (T1)                 | 4:1       | Kasem Bundit University FC (T3)        |
| 24. November 2021 | Bangkok United (T1)                      | 5:0       | Pattaya Dolphins United (T3)           |
| 24. November 2021 | Buriram United (T1)                      | 5:0       | Prime Bangkok FC (T3)                  |
| 24. November 2021 | Samut Prakan City FC (T1)                | 2:0       | Rasisalai United FC (TA)               |
| 24. November 2021 | Chiangmai United FC (T1)                 | 2:1       | Chonburi FC (T1)                       |
| 24. November 2021 | Police Tero FC (T1)                      | 1:0       | Khon Kaen United FC (T1)               |
| 24. November 2021 | Lampang FC (T2)                          | 9:6       | Nonthaburi United S.Boonmeerit FC (T3) |
| 24. November 2021 | Muang Loei United FC (T3)                | 0:2       | BG Pathum United FC (T1)               |
| 24. November 2021 | Ratchaburi Mitr Phol (T1)                | 0:4       | Chiangrai United (T1)                  |
| 24. November 2021 | Mahasarakham FC (T3)                     | 0:2 n. V. | Muangthong United (T1)                 |
| 24. November 2021 | Phitsanulok FC (T3)                      | 1:4       | Uthai Thani FC (T3)                    |
| 24. November 2021 | Suphanburi FC (T1)                       | 3:0       | Chainat United FC (T3)                 |
| 24. November 2021 | Nakhon Ratchasima FC (T1)                | 1:0 n. V. | Nakhon Pathom United FC (T2)           |

### Achtelfinale
| Datum                        |                           | Ergebnis               |                           |
| ---------------------------- | ------------------------- | ---------------------- | ------------------------- |
| 19. Januar 2022 um 17.00 Uhr | Chiangmai United FC (T1)  | 2:3                    | Suphanburi FC (T1)        |
| 19. Januar 2022 um 17.00 Uhr | Songkhla FC (T3)          | 1:1 n. V. (10:9 i. E.) | Samut Prakan City FC (T1) |
| 19. Januar 2022 um 17.00 Uhr | Buriram United (T1)       | 4:1                    | Chiangrai United (T1)     |
| 19. Januar 2022 um 18.00 Uhr | Nakhon Ratchasima FC (T1) | 3:1                    | Lampang FC (T2)           |
| 19. Januar 2022 um 18.00 Uhr | Bangkok United (T1)       | 0:1                    | Police Tero FC (T1)       |
| 19. Januar 2022 um 19.30 Uhr | Lamphun Warrior FC (T2)   | [ A 1 ] [ 9 ]          | Nongbua Pitchaya FC (T1)  |
| 2. Februar 2022 um 18.00 Uhr | Muangthong United (T1)    | 1:2 n. V.              | Uthai Thani FC (T3)       |
| 2. Februar 2022 um 19.00 Uhr | BG Pathum United FC (T1)  | 2:0                    | Port FC (T1)              |

1. ↑  Während des Spiels fiel die Lichtanlage aus. Nongbua wurde als Sieger erklärt und kam eine Runde weiter

### Viertelfinale
| Datum                         |                     | Ergebnis  |                           |
| ----------------------------- | ------------------- | --------- | ------------------------- |
| 16. Februar 2022 um 17.00 Uhr | Suphanburi FC (T1)  | 1:0       | Songkhla FC (T3)          |
| 16. Februar 2022 um 18.00 Uhr | Uthai Thani FC (T3) | 0:1       | Nakhon Ratchasima FC (T1) |
| 16. Februar 2022 um 18.30 Uhr | Buriram United (T1) | 4:1       | Nongbua Pitchaya FC (T1)  |
| 16. Februar 2022 um 19.00 Uhr | Police Tero FC (T1) | 1:0 n. V. | BG Pathum United FC (T1)  |

### Halbfinale
| Datum                     |                     | Ergebnis |                           |
| ------------------------- | ------------------- | -------- | ------------------------- |
| 18. Mai 2022 um 18.00 Uhr | Police Tero FC (T1) | 1:2      | Nakhon Ratchasima FC (T1) |
| 18. Mai 2022 um 19.00 Uhr | Suphanburi FC (T1)  | 2:3      | Buriram United (T1)       |

### Finale
| Datum                     |                     | Ergebnis  |                           |
| ------------------------- | ------------------- | --------- | ------------------------- |
| 22. Mai 2022 um 18.00 Uhr | Buriram United (T1) | 1:0 n. V. | Nakhon Ratchasima FC (T1) |

#### Spielstatistik
| Paarung              | Buriram United – Nakhon Ratchasima FC |
| Ergebnis             | 1:0 n. V. |
| Datum                | 22. Mai 2022 um 18:00 Uhr |
| Stadion              | Thammasat Stadium, Pathum Thani |
| Zuschauer            | 7.734 |
| Schiedsrichter       | Wiwat Jumpaoon |
| Tore                 | 1:0 Jonathan Bolingi (115.) |
| Buriram United       | Siwarak Tedsungnoen – Sasalak Haiprakhon, Rebin Sulaka, Pansa Hemviboon, Theerathon Bunmathan – Maicon, Ratthanakorn Maikami (84. Narubadin Weerawatnodom), Jakkaphan Kaewprom (90. Peeradon Chamratsamee), Ayub Masika (68. Suphanat Mueanta) – Jonathan Bolingi, Supachok Sarachat Cheftrainer: Masatada Ishii ( Japan)          |
| Nakhon Ratchasima FC | Pisan Dorkmaikaew – Adisak Hantes, Charlie Clough, Chalermpong Kerdkaew, Thiti Thumporn – Abdulhafiz Bueraheng, Nattapong Sayriya (112. Metee Taweekulkarn), Dennis Villanueva – Amadou Ouattara, Kwame Karikari, Nattachai Srisuwan (80. Gideon Chukwuma Ndubuna) (105. Pralong Sawandee) Cheftrainer: Kevin Blackwell ( England) |
| Gelbe Karten         | Rebin Sulaka (96.), Jonathan Bolingi (115.) – Dennis Villanueva (49.), Thiti Thumporn (86.) |

#### Auswechselspieler
| Auswechselspieler | Auswechselspieler |
| --- | --- |
| Buriram United | Nakhon Ratchasima FC |
| - Suphanat Mueanta (68.) ▲ - Narubadin Weerawatnodom (84.) ▲ - Peeradon Chamratsamee (90.) ▲ - Apiwat Ngaolamhin - Piyaphon Phanichakul - Chakkit Laptrakul - Nopphon Lakhonphon - Chutipol Thongthae | - Gideon Chukwuma Ndubuna (80.) ▲ - Watcharin Pinairam - Noppol Kerdkaew - Metee Taweekulkarn (112.) ▲ - Decha Srangdee - Woradorn Uun-ard - Kiadtisak Chaodon - Romran Rodwinitch - Pralong Sawandee (105.) ▲ |